# Aubigny hercege
Az Aubigny hercege francia főrendi cím, amelyet XIV. Lajos francia király 1684-ben II. Károly angol király kedvéért hozott létre utóbbi szeretője, Louise de Kérouaille részére. A cím hamarosan az uralkodókat adó Stuart család tagjaihoz került, az angol Richmond hercegekhez és azóta is ők viselik. Aubigny jelenlegi hercege Charles Gordon-Lennox (1955–). A francia hercegi címet elkobozták a forradalmi és napóleoni háborúk idején (1792–1803 és 1806–1814), de végül visszaadták Charles Lennoxnak, Richmond 4. hercegének. Az Aubigny hercege cím a Száli törvény szerint öröklődik.
Az Aubigny hercege cím logikai elődje a Seigneur d'Aubigny ( 1422) francia nemesi cím volt, magyarul Aubigny ura (angolul Lord Aubigny) a megfelelője. A seigneur egy falu, egy uradalom, általában önmagát ellátni képes gazdasági egység vezetője, ura volt. A Seigneur d'Aubigny címet a Stewart házhoz tartozó személyek viselték, néha más, előkelőbb angol vagy skót cím mellett. Ilyenkor az utóbbit használták. A Seigneur d'Aubigny cím utolsó viselője Charles Stewart, Richmond 3. és Lennox 6. hercege volt, halálával a cím megszűnt.
Az Aubigny ura cím a Stewart család tagjain között egyfajta második címként öröklődött a Lennox grófja, majd Lennox hercege cím mellett, esetenként lemondással vagy örökbefogadással. Lennox hercegei idővel elnyerték a Richmond hercege címet és ezt viselték elsődleges címként.

## A szócikk speciális jelölései
- A szócikkhez szorosan kötődő főnemesi címek mellett előfordulhat a ( 1488 II) jelzés. Ez azt jelenti, hogy a nemesi címet a skót peerage-ben, főrendben hozták létre 1488-ban. Ez volt a cím második létrehozása. Gyakran csak a létrehozás sorszámát jelentő római számokat adjuk meg.
- A családfán feltüntetett személyek esetén a fontosabbak neve kék. A névre kattintva vagy ezen a szócikken belül az adott személy ismertetésére ugorhat, ha a személyről önálló szócikk létezik – mint az összes uralkodó esetén –, úgy átlép az adott szócikk oldalra. Olyan személyek esetén, akik nem voltak Lennox hercegei, a kék névre kattintás másik releváns szócikkre visz. Ha a név fekete, akkor a mellette található jegyzetszámra kattintva olvasható pár mondatos ismertető. Ha nincs ismertető, akkor az adott személy jelentéktelen. A férjek és feleségek szinte minden esetben másik szócikkre visznek.
- A családfán nem szerepel az összes leszármazott, nem tüntettük fel az összes feleséget és gyereket.

## Seigneur d'Aubigny
Ebben a fejezetben a Seigneur d'Aubigny címet viselő személyekről olvashat. 
John Stewart of Darnley, Aubigny 1. ura

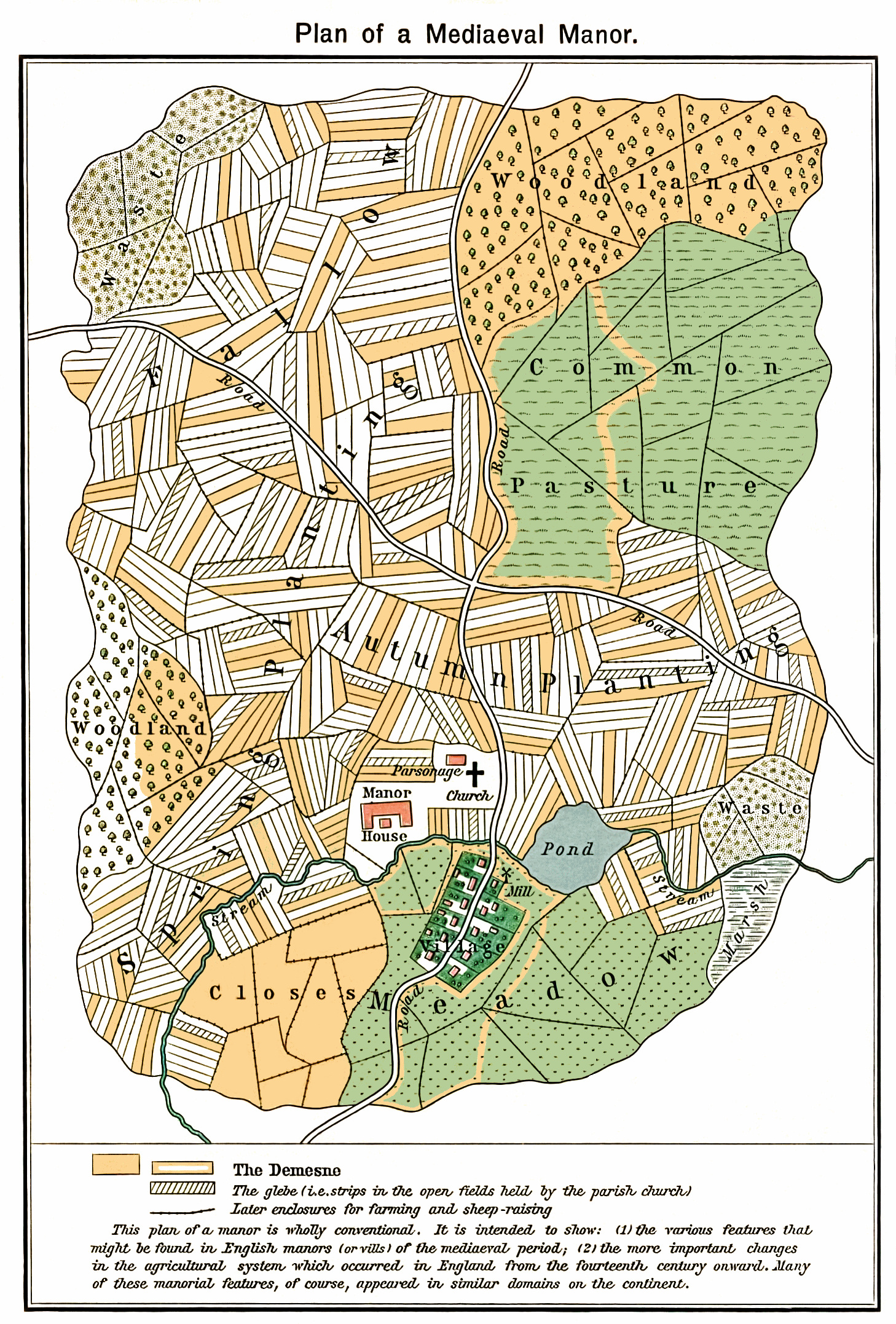
Középkori uradalom sematikus ábrája. A jobb oldali képen látható területek az óramutató járásának megfelelő sorrendben: erdő, közös legelők, őszi vetés terület, tó, hulladék lerakó, mocsár, rét, zárt kert(ek), tavaszi vetés terület (a bal szélén erdővel), ugar (balra hulladék lerakó). A központban található az uradalmi épület, a plébániatemplom, (vízi)malom és a falu

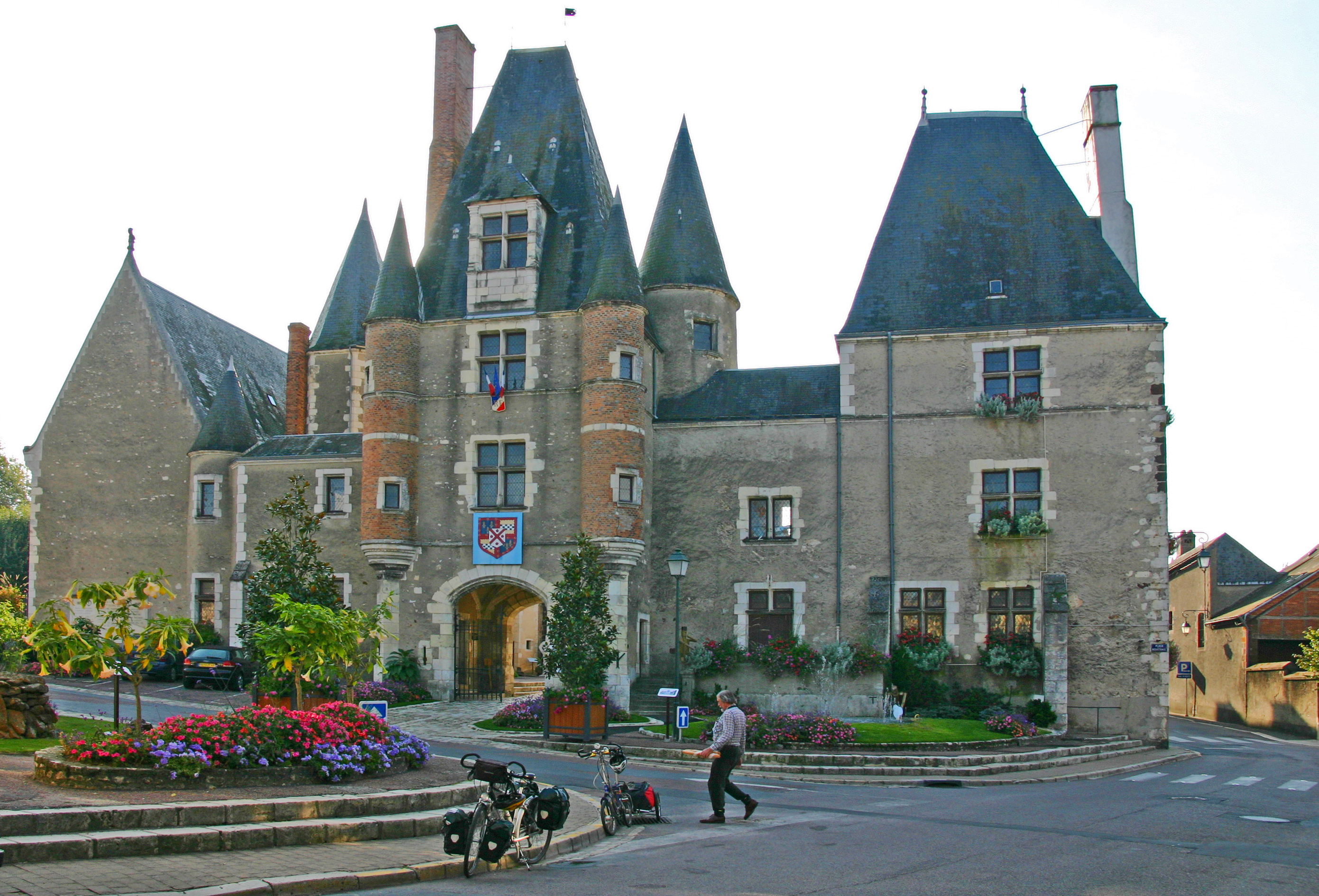
A Château d'Aubigny-sur-Nère 2008-ban. A kastélyt Robert Stuart d’Aubigny építette, gyakran a Stuartok kastélya-ként hivatkoznak rá. Az Aubigny uradalom magja az Aubigny kastély volt. A kastélyhoz tartozott több épület, köztük egy tanácsterem órával, börtönt tömlöcökkel, két sütőkemence, egy mészárszék, két malom a Nère folyón, valamint egy nagy magtár. A városon kívül volt egy nagy, két hektáras kert szinte a kastéllyal szemben, egy nyúlfarm, erdő, bő hét hektár rét és kilencvenhárom hektár szántóföld, valamint tizennyolc hektár gyümölcsöskert. Az uradalomhoz tartozott továbbá a La Verrerie kastély is, amely tizenegy kilométerre feküdt délre Aubignytól, számos farmmal, malommal, egy nagy erdővel és egy tucat hektárnyi erdővel. Ez a birtokleltárt Ludovic Stuart d’Aubigny (1619–1665) idejében készült.

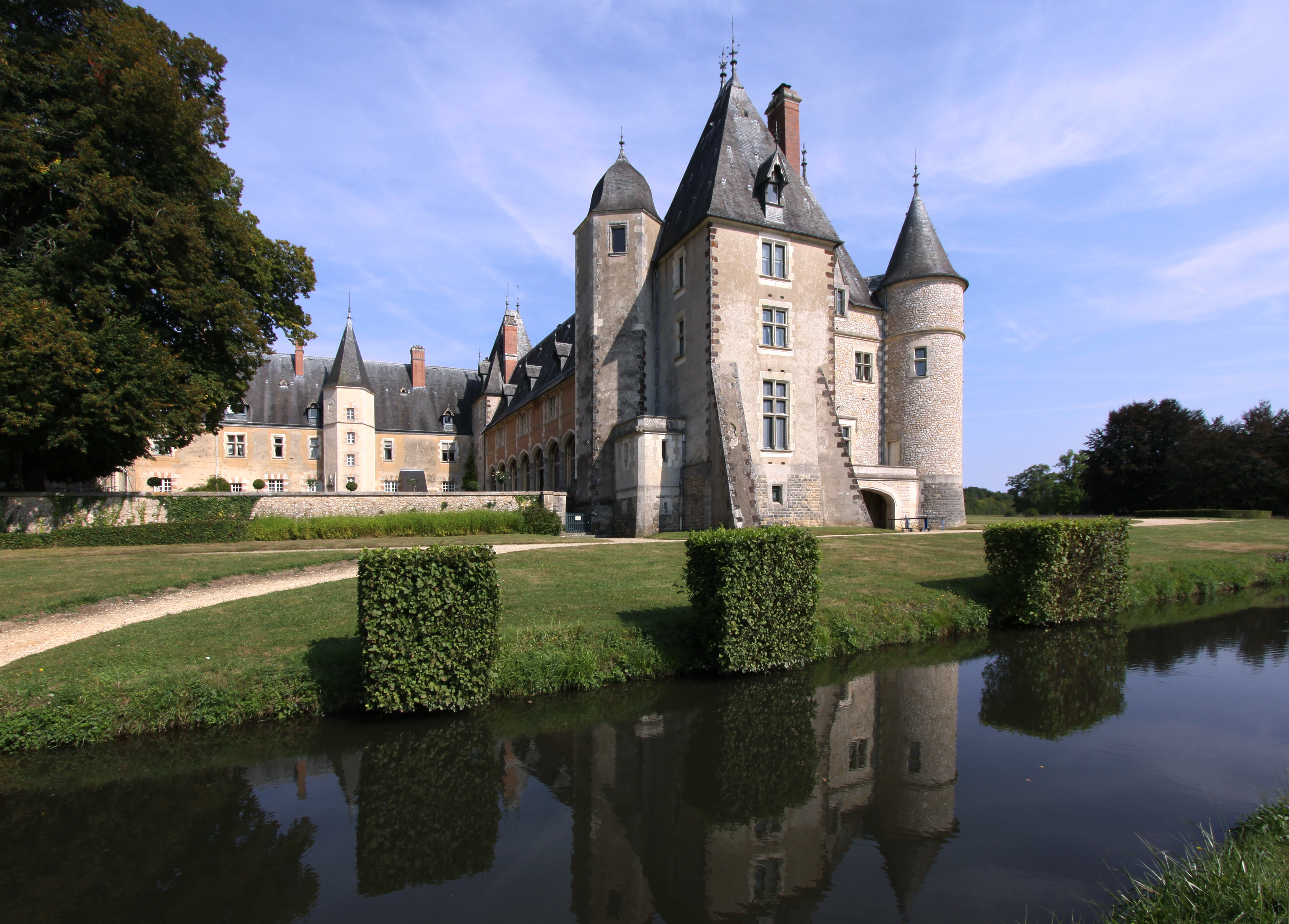
A Cher megyei Oizonban áll a Château de la Verrerie, az aubigny-i Stuartok második kastélya, székhelye. A kastély eredetileg az üvegkészítéshez kapcsolódó manufaktúraként működött, innen származik a neve is (La Verrerie – azaz „az üvegkészítő”). A kastély négyszögletes alaprajzú központi épületből és körülötte elhelyezkedő melléképületekből áll, amelyek a gazdasági udvart és a központi lakótornyot fogják körül. A lakóépület, a kápolna és a gyalogkapu XII. Lajos stílusában épült, és Bernard Stuart számára készültek a XV. század végén. A XVI. században reneszánsz stílusban alakították át, ami az épület ma is látható formáját meghatározza. A reneszánsz stílusú déli szárnyat, amely galériával is rendelkezik, 1525 körül építették hozzá Robert Stuart és Jacqueline de la Queille számára. A csigalépcső kiemelkedő elhelyezésű. Az épület homlokzata elegáns faragott kő díszítésű, ami a korszak gazdagságát tükrözi. A kastélyhoz tartozó uradalom kiterjedt földterületekből, erdőkből, rétekből és mezőgazdasági földekből áll, amelyeket évszázadokon át használtak gazdálkodásra és vadászatra. A birtokhoz tartozott több malom és kisebb parasztház is, amelyek a helyi gazdasági élet szerves részei voltak. Az udvart magas falak és elegáns kovácsoltvas kapuk veszik körül, melyek védelmet és elszigeteltséget biztosítottak a kastély lakói számára. A kastély belső tereit eredeti bútorok és díszítések gazdagítják, köztük faragott kandallók és festett mennyezetek. Richmond 5. hercege 1842-ben eladta a kastélyt Léonce de Vogüé politikusnak. 1892-ben unokája, Louis de Vogüé Ernest Sanson építész tervei alapján átépítette, felújította. A Château de la Verrerie jelenleg is a Vogüé család tulajdona. A kastélyt 1926 óta műemléki védelem alatt álló épületként tartják számon. A kastély bizonyos régi részei 1987. január 27-én kaptak műemléki védelmet: az XV. század végéről származó kapuház és a keleti épületszárny homlokzatai és tetői, a XVI. századi kápolna és galéria, valamint a XIX. századi rész homlokzatai és tetői.

1404-ben örökölte apja birtokait, 1418-ban lovaggá ütötték. 1418-ban a Dauphin – VI. Károly francia király (1380-–1422) mentális betegségei miatt nem volt képes hatékonyan kormányozni – segítséget kért I. Jakab skót királytól az angolok ellen, név szerint kérte Darnley-t. 1419-ben Darnley csatlakozott a Buchan (unokatestvére) és Wigtown grófjai vezette expedíciós sereghez. 1420-ra Darnleyt már a franciaországi skót hadsereg főparancsnokaként említik. Darnley részt vett a Dauphin első győzelmében az angolok ellen az 1421-es Baugé-i csatában. Még 1421-ben megkapta az örökölhető Concressault ura címet és a Bourges-tól félszáz kilométerre északra fekvő uradalmat. Amikor a Dauphin VII. Károly néven Franciaország királya lett, Darnley az ő szolgálatába lépett, és 1422-ben megkapta Aubigny-sur-Nère uradalmat  és címet is, szintén örökölhetően.
Károly megparancsolta Darnley-nek, hogy keljen át a Loire-on, és foglalja vissza Auxerrois és Nevernois területeit. Ostrom alá vette Cravant-t, de vereséget szenvedett, elvesztette egyik szemét és elfogták. Ezért nem volt jelen a Verneuil-i csatában, ahol a francia-skót sereg súlyos vereséget szenvedett. Váltságdíját Károly visszatérítette, és Darnley parancsnoksága alatt a megmaradt skót katonákból létrehozták a Garde Écossaise-t kapitányává, és 1557-ben kitüntette magát a Saint-quentini csatában.
Sikerrel védte meg Mont-Saint-Michelt az ostromló angoloktól, ezért (is) a király Évreux grófjává és pairré ( 1427) nevezte ki. A címet Stewart a költségei kiegyenlítése végett kapta, de a grófságot az angolok tartották megszállva. Ezért 1427. március 15-én Darnley ajánlatot tett a királynak a grófság (és a cím) visszaváráslására, ötvenezer aranykoronát kért. A háborút viselő uralkodónak nem volt erre pénze, ehelyett 1428 februárjában uralkodói oklevélben feljogosította John Stuart of Darnley-t, Évreux grófját, hogy örökké viselje címerében Franciaország pajzsait, vagyis az első és utolsó negyedben aranyszínű három liliomot kék mezőben, úgy és olyan formában, ahogy az itt ábrázolva, megfestve és leírva van. Akarjuk és engedélyezzük, hogy ezen jelen ajándékunk, kegyünk és adományunk neki és az ő leszármazottainak, akiknek joguk van az említett címert viselni, időről időre örökké élvezhető és használható legyen.
1428-ban Darnley Renaud of Chartres, Reims érsekével visszatért Skóciába, hogy további csapatokat toborozzanak. Tárgyaltak Stuart Margit hercegnő és Károly fia, Lajos dauphine jövőbeli házasságáról. 1429-ben visszatért Franciaországba, részt vett az Orléans ostrom elleni védekezésében. Néhány nappal az érkezése után, február 12-én vezette az ezer fős skót kontingenst a Herrings-csatában, amely Orléans közelében zajlott le. A csata célja az angolok ellátmány-konvojának megsemmisítése volt, de a skótok vereséget szenvedtek. Stewart elesett ebben a csatában William testvérével együtt. John Stewart of Darnley-t az Orléans-i Sainte-Croix katedrálisban temették el. Felesége követte őt a háborúba, tíz hónappal élte túl férjét, mellé temették.
Alan Stewart of Darnley (–1439), Aubigny 2. ura
Alan Stewart of Darnley elkísérte apját és testvéreit a franciaországi harcba. Apja 1429-es, Orléans ostroma alatt bekövetkezett halálát követően Darnley örökölte Concressault címet. (Az Évreux grófja címet még apja felajánlotta visszavásárlásra, de az uralkodó inkább címere pajzsán való hordozását – és ennek örökölhetőségét – adta Alan apjának. Az Aubigny uradalmat és címet öccse, John Stuart örökölte.) Megörökölte a francia skót hadsereg parancsnoki (Constable of the Scottish Army) címét. 1437-ig átadta francia területeit öccsének, Sir John Stewartnak, és visszatért Skóciába. Viszályba keveredett a Dean Castle-i Boyd klánnal. Darnley-t 1439-ben megölte a Kilmarnock-i Thomas Boyd. Halálát még azon a nyáron megbosszulta legfiatalabb testvére, Alexander Stewart a craignaught-i klán-csatában.
John Stewart (–1482), Aubigny 2. ura
Apja halála után bátyja, Alan  örökölte a családi birtokokat és címeket Skóciában. Idővel, VII. Károly francia király beleegyezésével és lemondott francia címéről John javára. Stewart ezután Aubigny és Concressault ura lett, és a Garde Écossaise száz fegyveresének kapitányaként szolgált VII. Károly és fia, XI. Lajos alatt. 1469-ben Stewart a Szent Mihály-rend alapító lovagja volt. 1482-ben halt meg.
Bernard Stewart (1452–1508), Aubigny 3. ura
Bernard Stewart (franciául: Bérault) Apjához és nagyapjához hasonlóan nagy megbecsülésnek örvendett a francia királyi udvarban, és a királyi testőrség parancsnoka volt. Családi háttere miatt őt küldték követként III. Jakab skót királyhoz, hogy bejelentse VIII. Károly francia király trónra lépését. Feladata volt a Régi Szövetség (Auld Alliance) megújításáról szóló szerződés megerősíttetése is, ez 1484. március 22-én meg is történt.
Második felesége Anne de Maumont, Beaumont-le-Roger grófnője volt, ezáltal Bernard Stewart jure uxoris Beaumont-le-Roger grófja ( XI. század) lett. Egyetlen felnőttkort megélt gyerekük Anne Stuart (–~1527), Beaumont-le-Roger grófnője volt, aki Robert Stewartnak, Aubigny 4. urának a felesége lett.
Aubigny ura tartotta a kapcsolatot azokkal a skót urakkal, akik támogatták Tudor Henrik richmondi gróf felkelését távoli rokona, III. Richárd angol király ellen. Henrik ekkor még száműzetésben élt Franciaországban, a Lancaster-ház fő támogatóival, mint a tapasztalt John de Vere, Oxford 13. grófja és Henrik nagybátyja, Jasper Tudor, Bedford 1. hercege. Nagyban támaszkodtak a francia királyra, aki finanszírozta a hadseregüket és gyalogos katonákat is biztosított. 1485-ben Bernard Stewartot választották a támogató francia csapatok parancsnokává. A támadás sikeres volt, Richmond grófját Bosworth mezején királlyá lett, megalapítva a Tudor-dinasztiát.

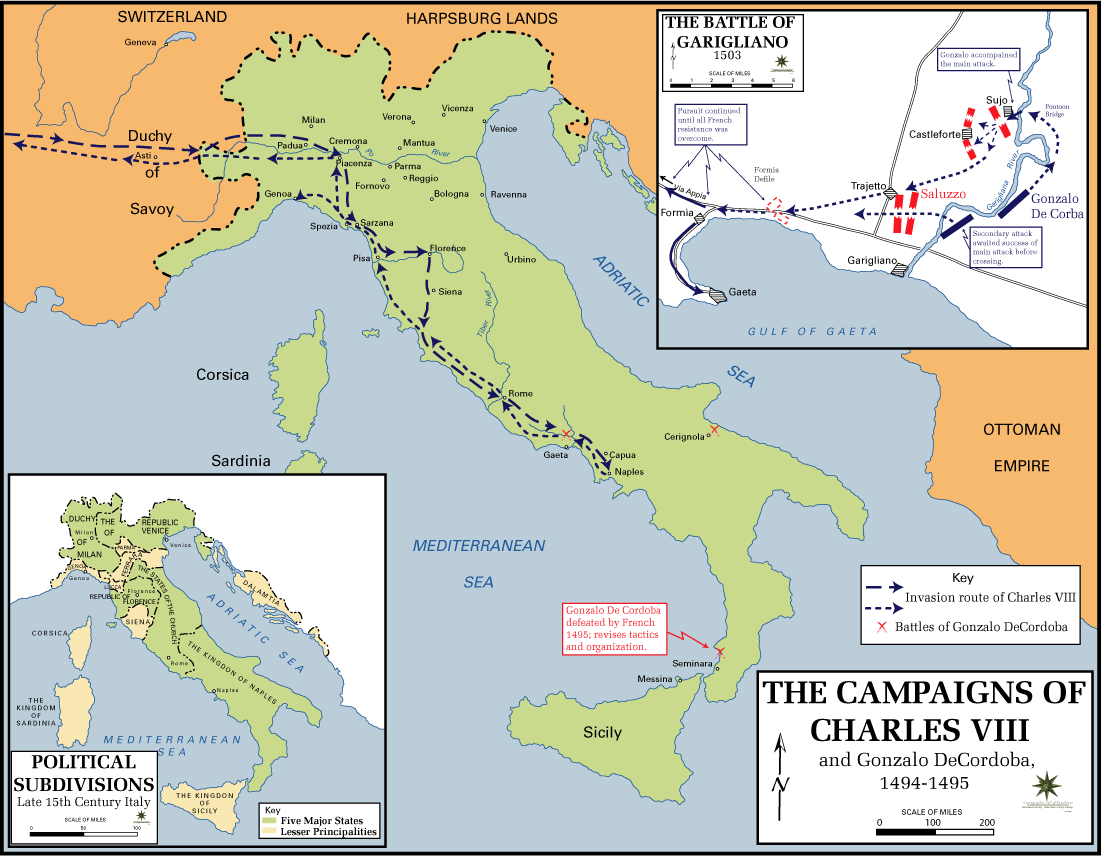
VIII. Károly francia király és Gonzalo Fernández de Córdoba hadmozdulatai. A hosszú szaggatott vonal Károly 1494/95-ös hadjárata, a rövid szaggatott Károly 1503-as hadjárata. A rosszul kivehető piros x a csata helyeket mutatja. Sminara, ahol két csatát is vívtak, teljesen lent van a csizma orránál

1494-ben VIII. Károly francia király igényt tartott a Nápolyi Királyságra. Aubigny urát Rómába küldte, hogy megszerezze VI. Sándor pápa támogatását. Miután a pápa visszautasította Károly igényét, a király 25 000 fős hadsereget gyűjtött össze – köztük8000 svájci zsoldossal –, és megindult Itália felé. Károly parancsot adott Stewartnak, hogy vezessen ezer lovast az Alpokon keresztül Lombardiába, majd részt vett Romagna meghódításában. Stewart Károly oldalán vonult be 1494. november 15-én Firenze. A győzelem után Stewartot Calabria kormányzójává és a francia hadsereg altábornagyává nevezték ki.
A franciák gyorsan átvették az uralmat az olasz félsziget megosztott államai fölött, és 1495. február 21-én elérték Nápolyt. II. Ferdinánd nápolyi király Szicíliába menekült, és ott csatlakozott unokatestvéréhez, II. Ferdinánd aragóniai királyhoz, aki segítséget ajánlott neki királysága visszaszerzéséhez. A francia invázióra válaszul megalakult a Szent Liga, hogy elvágja a francia hadsereget az utánpótlási vonalaktól. 1495. május 30-án Károly felosztotta hadseregét: a sereg felét északra vezette, hogy visszajusson Franciaországba, míg a másik felét, Stewarttal együtt, Nápoly védelmére hagyta, hogy kivédjék a várható spanyol inváziót. A király Stewartot megtette Calabria kormányzójának. Mint meghódított Nápoly uralkodója, a francia király Squilazzo márkijává ( 1495) és Acri grófjává ( 1495) tette Bernard Stewart-ot.
A spanyol tábornok, Gonzalo Fernández de Córdoba 1495. május 24-én érkezett Szicíliába, Messina kikötőjébe, de ekkora a nápolyi II. Ferdinánd már átkelt Calabriába hadseregével és visszafoglalta Reggiót. A nápolyi sereg pontos mérete nem ismert, de 6 000 önkéntes csatlakozott hozzájuk. Két nappal később de Córdoba is átkelt Calabriába. Serege 600 spanyol lovasból, 1500 gyalogosból és a spanyol flottával érkezett 3 500 katonából állt.
Mivel számos erődített helyet kellett spanyol helyőrséggel biztosítani, de Córdoba spanyol serege meggyengült. Eközben a maláriás Bernard Stewart összevonta erőit, hogy szembeszálljon a nápolyi/spanyol invázióval, és svájci zsoldosokat kért erősítésként. Az ezt követő Seminara csatában (1495) a spanyol és nápolyi sereget az Aubigny vezette francia lovasság és svájci lándzsások legyőzték.
Stewart részt vett XII. Lajos francia király 1499-es hadjáratában, amely után Milánó kormányzójává nevezték ki, és a francia hadsereg parancsnoka lett Észak-Itáliában. Azonban második Seminara csatában (1503) teljes vereséget szenvedett, elfogták. A nápolyi a Castel Nuovo börtönébe került, ahonnan 1503. november 11-én aláírt fegyverszünet értelmében szabadult.
1508-ban a francia király IV. Jakab skót királyhoz küldetett követként, hogy megbeszélje a I. Klaudia breton hercegnő és a leendő I. Ferenc francia király házasságát. Stewart 1508. június 12. körül halt meg a skóciai Corstorphine-ban.
Az eddig említetteken túl négy, életre szóló, nem pair-i címet kapott a francia uralkodóktól: Duc de Terranuova ( 1501), Marchese di Girace (  ?) – Girace stratégiai fontosságú város Calabria régiójában –, Conte di Vanassac ( ?) és Baron de St. George ( ?)
Robert Stewart (~1470–1543), Aubigny 4. ura
Robert Stuart Skóciában született, először 1489-ben említik, amikor IV. Jakab skót király kegyelmet adott neki és testvéreinek, mert megvédték Dumbarton kastélyát a királyi erők ellen. 1495-ben, apja halála után Franciaországba utazott, ahol csatlakozott a Bernard Stuart vezette francia hadsereghez. Katonai pályafutása gyorsan ívelt felfelé, 1498-re a skót lovas katonák hadnagya lett.
1508-ban megörökölte az Aubigny birtokot és címet (Seigneur d'Aubigny), a francia király  kinevezte a normand Harfleur és Montivilliers kapitányává. 1509. május 14-én részt vett az Agnadello-i csatában, ahol a franciák oldalán harcolva győzelmet arattak a velenceiek felett. Robert jelentős szerepet játszott az 1500-as évek eleji olasz háborúkban, része volt Ludovico Sforza elfogásában a Novara ostrománál, majd a lombardiai Brescia nyolc hónapig tartó ostroma elleni sikeres védekezésben. 1513-ban visszatért Franciaországba, XII. Lajos királytól még abban az évben megkapta a Franciaország marsallja rangot.
Robert Stewart továbbra is kiváló kapcsolatot ápolt mind a francia, mind a skót királyi családokkal. 1515-ben I. Ferenc, az új francia király is támogatta, és megerősítette a marsalli rangban, majd az itáliai háború során a francia hadsereg vezetését is rábízta. Részt vett a híres Marignano-i csatában is, ahol a francia és skót katonák győzelmet arattak a svájciak felett. A „Field of Cloth of Gold“ I. Ferenc és VIII. Henrik angol király közötti találkozó egyik bírája volt. 1522-ben az olasz hadjárat helyettes főparancsnokává nevezték ki, és különféle diplomáciai küldetésekben vállalt szerepet. A harcok szünetében az Aubigny-i és a La Verrerie-i kastélyok olasz reneszánsz stílusú felújítását irányította.
A Paviai csatában a francia királlyal együtt fogságba esett. Fontos szerepe volt a skót-francia diplomáciai kapcsolatokban, a Stuart örökség reprezentálásában, különösen V. Jakab 1536-os franciaországi látogatásakor. Robert 1544-ben, közel 74 évesen halt meg az aubigny-i kastélyában.
John Stewart (~1519–1567), Aubigny 5. ura
A gyerektelen Robert Stuart, Aubigny 5. ura örökbe fogadta John Stewart (1490–1526), Lennox 3. grófja (II. létrehozás) legkisebb felnőttkort megélt fiát, John Stuartot. Megszervezte John házasságát felesége féltestvérével, Anne de la Queuille-lal, majd végrendelkezett a javára, neki hagyta Aubigny birtokát, az öröklésre 1544-ben került sor.
John Stuart d'Aubigny 1536-ban hűségesküt tett a francia királynak. John I. Mária skót királynő és Ferenc francia dauphin házasságát követően bátyja, Matthew Stuart, Lennox 4. grófja Angliát támogató politikai szerepvállalása miatt kiesett a francia udvar kegyeiből. 1544-től a Bastille-ban raboskodott, míg II. Henrik trónra lépésével (1547) kegyelmet nem kapott. A király elrendelte John d'Aubigny birtokainak visszaadását és megadta számára Beaumont-le-Roger grófságának haszonélvezetét. Robert Stuart felesége Beaumont-le-Roger grófnője volt.
John visszavonult Aubigny-ba, amit a birtokai igazgatásáról szóló levéltári dokumentumok is alátámasztanak. Részt vett a francia–spanyol háborúban, a Németalföldön a Saint-quentini csatát követően fogságba esett. Az 1559. júniusi párizsi békeszerződést követően váltságdíját ötezer écu-ban – 130 millió forint (2024) – állapították meg.
John uralma alatt kisebb protestáns közösség, szövőmunkások telepedett le Aubigny-ban a meaux-i Pierre Bompain ösztönzésére, a katolikus üldözések elől menekülve. Bompain terjesztette a városban Kálvin tanait és több gazdag kereskedőt is református hitre térített. A mélyen katolikus John kiszolgáltatta Bompain-t a királyi igazságszolgáltatásának, 1544-ben máglyán égették el a prédikátort. Később az üldözési politika enyhült, 1562-re a protestánsok belakták Aubigny-t. A Szent Bertalan-éji mészárlás (1572. augusztus 22.) után Aubigny protestáns lelkészei és diákjai Genfbe menekültek.
Esmé Stewart (1542 – 1583), Lennox 1. grófja (V), Lennox 1. hercege (I), Aubigny 6. ura OK
 Lásd még Esmé Stewart, Lennox 1. grófja (V) és Lennox 1. hercege (I)
Esmé Stewart (1579–1624), Lennox 3. hercege (I), Aubigny 7. ura KG OK
 Lásd még Esmé Stewart, Lennox 3. hercege (I)
Henry Stewart Aubigny 8. ura (1616–1632)
Miután Esmé Stewart 1619-ben felesküdött I. Jakab angol királyra, nem maradhatott XIII. Lajos francia király vazallusa, fel kellett adnia Aubigny-t. Második fiát, Henry-t választotta utódjául. A király kívánságára két testvérével, George-dzsal és Ludovic-kal Aubigny-ba küldték, ahol nagyanyjuk, az öreg hercegnő, Katherine de Balsac felügyelete alatt katolikusként nevelkedtek. Henry Stuart d'Aubigny-t, amikor elég idős volt, a bourges-i főiskolára küldték, majd Párizsban fejezte be tanulmányait. Amikor bátyja, James Stuart, Lennox 4. hercege (I) Párizsba ment 1630-ban, elhozta I. Károly angol király üzenetét, aki azt akarta, hogy keresztfia, Henry menjen Angliába, de a tizennégy éves fiú, nem volt hajlandó elhagyni Aubigny-t. 1631 végén, amikor Lennox hercege és Henry elkísérte leendő sógorát, Jerome Westont, Portland 2. grófját a Savoyai udvarba, Henry oktatójával, Gabriel Noublanche-al Velencébe ment, ahol tizenhetedik évében, 1632 elején meghalt. A Santi Giovanni e Paolo templomban temették el.

George Stewart (1618–1642), Aubigny 9. ura

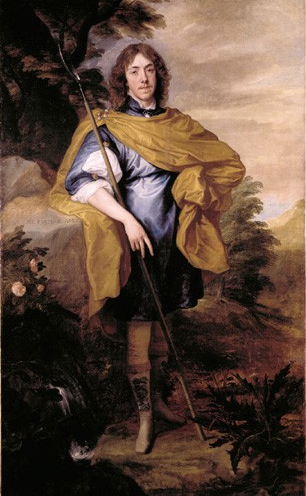
Anthony van Dyck (1599–1641) olaj festménye 1638-ból, George Stuart portréja, Seigneur D'Aubigny (1618-42). Van Dyck a család több tagját is megörökítette. „A portré alanya Lord Clarendon „A lázadás története” című művében úgy szerepel, mint „egy nagy reményekre jogosító úriember, szelíd és megnyerő természetű, valamint tiszta bátorsággal megáldott”. Tipikus képviselője volt azoknak a fiatalembereknek, akik a király zászlaja alá sereglettek, de 1642-ben az Edgehill-i csatában esett el, amikor a walesi herceg lovasezredében vezetett egy csapatot. Úgy vélik, hogy a portrét Van Dyck festette közvetlenül a polgárháború előtt, és talán 1638-ból származik, amikor titokban házasságot kötött Katherine-nel, Theophilus Howardnak, Suffolk 2. grófjának lányával. A festmény pásztorként ábrázolja őt, ernyedt és kissé elfinomult pózban, egy tájban állva, egy sziklánál, amelyre a következő felirat van vésve: ME FIRMIOR AMOR – „A szerelem erősebb nálam.” Forrás:

George Stuart 1618. július 17-én született, tizennégy éves volt, amikor bátyja, Henry halálakor 1632-ben Aubigny 9. ura lett. Franciaországban nagyanyja tanította, 1633-ban a párizsi Navarrai Kollégiumban egyetemista. A következő októberben I. Károly engedélyt adott La Verrerie kastélyban élő George-nak, Lord Aubigny-nak, hogy három éven át utazzon hat szolgával, 100 font támogatást is adott. 1636 augusztus 5-én George Aubigny uraként hűségesküt tett XIII. Lajosnak.
1638-ban titokban házasságot kötött Katherine Howarddal, Theophilus Howard, Suffolk 2. grófjának lányával. A titkodzásra azért volt szükség, mert Katherinának a házassághoz át kellett térni a katolikus hitre.
Talán ezért is, George az uralkodó lelkes támogatójává volt a király és a Parlament között kirobbant küzdelemben. Azonnal háromszáz lovasból álló csapatot toborzott önmagukat finanszírozni képes önkéntesekből, az egység értékét a Lloyd 300 000 fontra becsülték. Vezetésével csatlakozotak a királyi zászló alá. Ő volt az egyik első áldozata a polgárháborúnak; súlyosan megsebesült és elesett az Edgehill-i csatában, 1642. október 23-án, majd az oxfordi Christ Church katedrálisban temették el. Két gyerek maradt utána, Charles – a Stuart vonal utolsó Lennox és Richmond hercege és az utolsó Seigneur d'Aubigny – és Katherine Stuart.
Ludovic Stuart Aubigny 10. ura (1619–1665)
George, Aubigny 9. ura halála után öccse, Ludovic Stuart (1619. október 14. – 1665. november 11.) vette át Aubigny birtokát, az öröklését vitatták. Az uradalmat George fiának, a kétéves Charles Stuartnak kellett volna örökölnie. A kisemmizett örökös barátai 1646-ban beadványt nyújtottak be a nevében a Lordok Házához, „Charles, Lord Aubigny” néven, amelyben kijelentették, hogy „nagybátyja, Ludovic, most Franciaországban él, és jogtalanul tartja vissza kérelmező birtokát… így kérelmezőt olyan nehéz körülmények közé taszította, amelyek semmilyen tekintetben nem felelnek meg származásának és társadalmi helyzetének.” I. Károly 1646. október 24-én a következőket kérte az épp Franciaországban tartozkodó feleségének, Henrietta Máriának: „Aubigny úrnő arra kért, hogy ajánljam ügyét neked, amit szívből és nyomatékosan meg is teszek, mert nagyon igazságosnak tartom. Az a kérése, hogy akadályozd meg, amennyire lehet, Lord Ludovicot abban, hogy eladja Aubigny földjeit, és hogy gyermekei (néhány formaság elmulasztása miatt) ne essenek el attól, hogy követhessék apjukat, aki éppen négy évvel ezelőtt halt meg szolgálatomban.” Forrás:  A jogos igényt az Angol polgárháború éveiben nem sikerült érvényesíteni, Ludovic birtokon belül maradt haláláig, a helyzetet az angol és a francia király is elfogadta.
Apja 1624-es halála után Franciaországba küldték testvéreivel, Henry-vel és George-dzsal, ahol nagyanyjuk, Katherine de Balsac katolikus vallásban nevelte őket. Az ekkor ötéves Ludovic Port-Royal-des-Champs-ban kapott oktatást, majd fiatalon papi pályára lépett. Később Haute Fontaine apátjává és a párizsi Notre Dame kanonokjává nevezték ki. 1640-ben I. Károly levelezett Richelieu bíborossal annak érdekében, hogy Ludovicot a Szentszéknél ajánlják bíborosi címre. Ludovic fiatal kora ellenére Richelieu hajlandó lett volna támogatni a kinevezést, ha I. Károly beleegyezett volna a chalcedoni római katolikus püspök (Richard Smythe) visszatérésébe Angliába. Mivel azonban a király nem akarta vagy nem tudta ezt megengedni, az ügy megakadt.
Ludovic Stuart soha nem élt hosszabb ideig Aubignyban, ám 1656. augusztus 26-án hűségesküt tett XIV. Lajosnak mint a birtok ura.  Ludovic d'Aubigny az özvegy Henrietta Mária királyné főalamizsnása volt. Követte II. Károlyt Angliába a Stuart-restauráció idején, és II. Jakab elmondása szerint titokban római katolikus szertartás szerint összeadta II. Károlyt és Bragança Katalint. Ludovic az időben sokat tartózkodott Londonban.
Ludovic 1665. július 13-án tért vissza Franciaországba, négy óra alatt átkelve Doverből Calais-ba egy francia shallopon. Amikor 1665. november 3-án, negyvenhat éves korában Párizsban meghalt, a Seigneur d'Aubigny Charles Stewartra szállt, aki ekkor már  Richmond 3. (II) és Lennox 6. hercege (I) volt. Halálához kapcsolódó legenda – amit forrás nem támaszt alá –, hogy aznap, amikor meghalt, érkezett meg a pápa futárja az egész életében vágyott bíborosi kalappal.

Charles Stewart (1639–1672), Richmond 3. hercege (II), Lennox 6. hercege (I), Aubigny 11. ura OK
 Lásd még Charles Stewart, Richmond 6. és Lennox 3. hercege (I)
1672-ben, Charles Stewart halálával az Aubigny uradalom visszaszállt a francia koronára.

### Családfa
A családfa a címe követésére készült, messze nem tartalmazza az összes testvért és csak kivételes esetben tartalmazza a feleségeket.
- John Stewart of Darnley ( 1380–1429), Aubigny és Concressault 1. ura  Évreux 1. grófja és pair[m 28]. Felesége: Elisabeth (–1429)
  - Alan Stewart of Darnley (–1439), Aubigny 2. ura[m 9]
  - John Stewart (–1482), Aubigny 2. ura[m 9]
    - Bernard Stewart (1452–1508), Aubigny 3. ura[m 9]. Felesége: Anne de Maumont,  Beaumont-le-Roger grófnője
      - Anne Stuart,  Beaumont-le-Roger grófnője (–1527). Férje: Robert Stewart (1470–1544), Aubigny 4. ura[m 9]

  - Alexander Stewart (~1396–1439)
    - John Stewart (~1430–1495)  Lennox 1. grófja (II)
      - Matthew Stewart (1460[m 29]–1513),  Lennox 2. grófja (II)
        - John Stewart (1490–1526),  Lennox 3. grófja (II)
          - John Stuart (~1519–1567), Aubigny 5. ura
            - Esmé Stewart (1542 – 1583),  Lennox 1. grófja (V),  Lennox 1. hercege (I)

              - Marie Stewart (1576–1644)[m 30] Férje: John Erskine (1562–1634),  Mar 18. grófja
              - Henrietta Stewart (1573–1642)[m 31]. Férje: George Gordon (1562–1636),  Huntly 1. márkija
              - Ludovic Stewart (1574–1624),  Lennox 2. hercege (I),  Richmond 1. hercege (I).
              - Esmé Stewart (1579–1624),  Lennox 3. hercege (I). Felesége: Katherine Clifton (~1592–1637)[m 32],  Clifton 2. bárónője

                - James Stuart (1612–1655),  Richmond 1. hercege (II),  Lennox 4. hercege (I)
                  - Esmé Stewart (1649–1660),  Richmond 2. hercege (II),  Lennox 5. hercege (I)
                  - Mary Stuart (1651–1668),  Clifton 5. bárónője. Férje: Richard Butler (1639–1686),  Arran 1. grófja ()[m 33]

                - Henry Stuart (1616–1632), Aubigny 8. ura
                - George Stewart (1618–1642), Aubigny 9. ura
                  - Charles Stewart (1639–1672),  Richmond 3. hercege (II),  Lennox 6. hercege (I) Harmadik felesége: Frances Teresa Stewart (1647–1702)[m 34]
                  - Katherine Stuart (1640–1702)[m 20],  Clifton 7. bárónője

                - Ludovic Stuart (1619–1665), Aubigny 10. ura
                - John Stewart (1621–1644)
                - Bernard Stewart (1623–1645)

## Aubigny hercegei
XIV. Lajos francia király 1684-ben II. Károly angol király kedvéért szeretője, Louise de Kérouaille részére létrehozta az Aubigny hercege ( 1684) címet, amely hamarosan a Lennox-Richmond hercegekhez került. A Francia Forradalom idején az 1790-es törvény eltörölte a nemesi címeket és kiváltságokat. A restaurációs időszakban a nemesi címeket részben visszaállították, például a Bourbon-restauráció és a Második Császárság idején is. Az 1870-es Harmadik Köztársaság megalakulása után azonban a címek végleg eltűntek, és a köztársaság elvei alapján többé nem ismerték el őket. Ennek ismeretében a Lennox család máig használja az Aubigny hercege címet.
A következő lista sorolja fel a cím viselőit.
- Louise de Kérouaille, Portsmouth 1. hercegnője, Aubigny 1. hercegnője, (1649-1734).
- Charles Lennox, Richmond 1. hercege, Lennox 1. hercege, Aubigny hercege (1672-1723) anyjával (Louise de Kéroualle) megosztva
- Charles Lennox (1734-1806), Richmond 3. és Lennox 3. hercege, Aubigny hercege (1777-ben visszaállítva).
- Charles Lennox (1764-1819), Richmond 4. és Lennox 4. hercege, Aubigny hercege (1764-1819)
- Charles Gordon-Lennox (1791-1860), Richmond 5. és Lennox 5. hercege, Aubigny hercege
- Charles Gordon-Lennox (1818-1903), Richmond 6., Lennox 6. és Gordon 1. hercege, Aubigny hercege
- Charles Gordon-Lennox (1845-1928), Richmond 7., Lennox 7. és Gordon 2. hercege, Aubigny hercege
- Charles Gordon-Lennox (1870-1935), Richmond 8., Lennox 8. és Gordon 3. hercege, Aubigny hercege
- Frederick Gordon-Lennox (1904-1989), Richmond 9., Lennox 9. és Gordon 4. hercege, Aubigny hercege
- Charles Gordon-Lennox(b. 1955)(1929-2017), Richmond 10., Lennox 10. és Gordon 5. hercege, Aubigny hercege
- Charles Gordon-Lennox (1955–), Richmond 11., Lennox 11. és Gordon 6. hercege, Aubigny hercege

## Címerek
A címerpajzsok a középkorban szigorú szabályoknak feleltek meg. John Stewart of Darnley címerpajzsában egyesül a Stewartok címere és a francia ág címere. A második létrehozás grófjai egyesítik ezt címert az első létrehozás címerével, a Lennox címerrel. Aubigny nem kötődik Richmond/Lennox hercege (II) címerpajzsához, de a címer fejlődés folyamatossága miatt közöljük.
- A család francia ágának címerpajzsa. John Stewart of Darnley a francia király Évreux grófjává nevezte ki. A címet Stewart a költségei kiegyenlítése végett kapta, de a grófságot az angolok tartották megszállva. Ezért Darnley ajánlatot tett a királynak a cím visszaváráslására ötvenezer aranykoronáért[m 6]. A háborút viselő uralkodónak nem volt erre pénze, ehelyett 1428 februárjában uralkodói oklevélben feljogosította John Stuart of Darnley-t, hogy örökké viselje címerében Franciaország pajzsait...[m 35]
- A Lennox hercege (I) címerpajzsa. Esmé Stewart, (1542–1583), Lennox 1. grófja (V), majd Lennox 1. hercege (I). Ezt a címerpajzsot használta az első kreáció összes hercege. A Bonkyll ágra utaló csat-keret átkerült a Stewart mezőre, amely az erősebb kötődést jelenti, a liliomos mező széle ezért hullámos. A mezők sorrendje változatlan, a fontossági sorrend nem változott.
- Richmond/Lennox hercege (II) címerpajzsa, az első három (1, 2 és 3) herceg használta. Négyelt címer. Az I. és IV. nagy-négyelt kék mezőben három arany liliom (Franciaország), valamint vörös mezőben három aranypárduc balra nézve és lépő helyzetben (Anglia). II. arany mezőben vörös oroszlán, körülötte kétszer kilyuggatott virágos és ellenvirágos vörös díszszegély (Skócia). III. kék mezőben arany hárfa, ezüst húrokkal (Írország). A címerpajzsot 16 mezős, váltakozó ezüst és vörös kompozit szegély övezi, minden ezüst mezőben arany magvú, zöld csészés vörös rózsa található (Lennox).
- A negyedik herceg címerpajzsa. Megegyezik az előzővel, de rá került egy szívpajzs: vörös mezőben három arany csat (Aubigny).
- A címerpajzs az ötödik herceg óta. Nagynégyelt címer. Az I. és IV. nagy–négyelt mezőben az előző címer ismétlése. A II. és III. nagy-négyelt mezőben négyelt címer. Az I. kék mezőben három arany vaddisznófej, vörös agyarakkal (Gordon), a II. arany mezőben három vörös oroszlánfej, kék nyelvvel kitépve (Badenoch), a III. arany mezőben három vörös félhold, körülöttük kétszer kilyuggatott, virágos és ellenvirágos vörös díszszegély (Seton) és a IV. kék mezőben három arany ötszirmú virág, magja a mező színével megegyező (Fraser).